# Ulu maika
Ulu maika ist ein traditionelles, sportliches Spiel der Ureinwohner von Hawaii, das heute wieder eine Renaissance erlebt. Wahrscheinlich ist die Grundform des Spiels über 1000 Jahre alt. Nach den Ausgrabungsfunden des französischen Archäologen Michel Charleux auf der Insel Eiao könnte das Spiel einst auch auf den Marquesasinseln bekannt gewesen sein.

## Spielfeld
Das Spiel kann auf jeder ebenen, hindernisfreien Fläche gespielt werden, heute üblicherweise auf einem kurz geschorenen Rasen. Es wird eine Spielstrecke von 15 feet (4,57 m) abgemessen und eine Startlinie festgelegt. Als Ziel steckt man am Ende der Strecke zwei kleine Pfosten im Abstand von 6 inch (15,24 cm) nebeneinander. Als Spielstein kann man einen runden Rollkiesel benutzen, die Ureinwohner Hawaiis stellten dafür sorgfältig glatt geschliffene, bikonvexe Scheiben von 5 bis 8 cm Durchmesser her, ähnlich einem Eishockeypuck.

## Spielregeln
Der Spielstein wird so von der Startlinie geworfen, dass er möglichst zwischen den beiden Zielpfosten hindurch rollt. Sieger ist diejenige Mannschaft, der dies am häufigsten gelingt.